# Guerra otomano-croata de los cien años
La guerra de los Cien Años entre Croacia y el Imperio otomano (en croata Stogodišnji hrvatsko-turski rat, Stogodišnji rat protiv Turaka, Stogodišnji rat s Osmanlijama) es el nombre de una secuencia de conflictos, en su mayoría de intensidad relativamente baja, o «Guerra Pequeña», en croata: Mali rat, entre el Imperio otomano y el  Reino medieval de Croacia, gobernado por las dinastías  Jagellón y Zápolya, y el posterior  Reino Habsburgo de Croacia.
El papa León X llamó a Croacia el Antemurale Christianitatis, baluarte de la Cristiandad, en 1519, dado que los soldados croatas hicieron importantes contribuciones a la lucha contra los turcos. El avance del Imperio otomano en Europa se detuvo en 1593 en suelo croata, en la batalla de Sisak. Sin embargo, el Imperio otomano, musulmán, ocupó partes de Croacia desde el siglo XVI hasta finales del  XVII.

## Intervalo de tiempo
Hay diferencias sobre la duración exacta de la guerra. Según un grupo de historiadores, la guerra comenzó con la Batalla del Campo de Krbava en 1493, y terminó con la victoria austriaca en Sisak el 22 de junio de 1593.
Según el otro grupo de historiadores, la guerra duró desde la segunda mitad del siglo XV hasta todo el siglo XVI.
Un tercer grupo de historiadores marcan la Paz de Zsitvatorok en 1606 como el final de la guerra.
Los otomanos lograron avanzar la frontera, pero no pudieron hacerse con toda Croacia, ocupando solamente 16 800 km².
A la luz de las pérdidas humanas y territorial, y también desde el  punto de vista del romanticismo croata moderno, los  siglos XV y  XVI se conocieron como los «Dos siglos de Croacia en duelo», en latín: Plorantis Croatiae saecula duo carmine descripta, en el poema lírico-épico de Pavao Ritter Vitezović de 1703.

## Campo de batalla
Los campos de batalla se concentraban en las zonas centro-orientales del Reino de Croacia, que se extendían desde la frontera oriental de la época preotomana hasta la frontera oriental del reliquiae reliquiarum olim inclyti regni Croatiae (restos de los restos del otrora gran reino de Croacia).
Después de la derrota croata en Krbava en 1493, los otomanos comenzaron la ocupación de importantes fuertes: Knin y Skradin cayeron en 1522. La batalla de Mohács ocurrió en 1526. Jajce cayó en 1528, Požega en 1536, Klis cayó en 1537, Nadin y Vrana en 1538, moviendo la frontera croata-otomana a la línea, aproximadamente, Pozega-Bihać (ocupada por los otomanos el 19 de junio de 1592)-Velebit-Zrmanja- Cetina.
A finales de 1540, el Imperio Otomano ocupó las posesiones croatas entre Skradin y Karin, eliminándolas como zona de amortiguación entre el territorio otomano y el veneciano en Dalmacia. Para 1573, el resto del interior de Dalmacia, ahora controlado en gran medida por las ciudades venecianas, se redujo aún más por los avances otomanos.

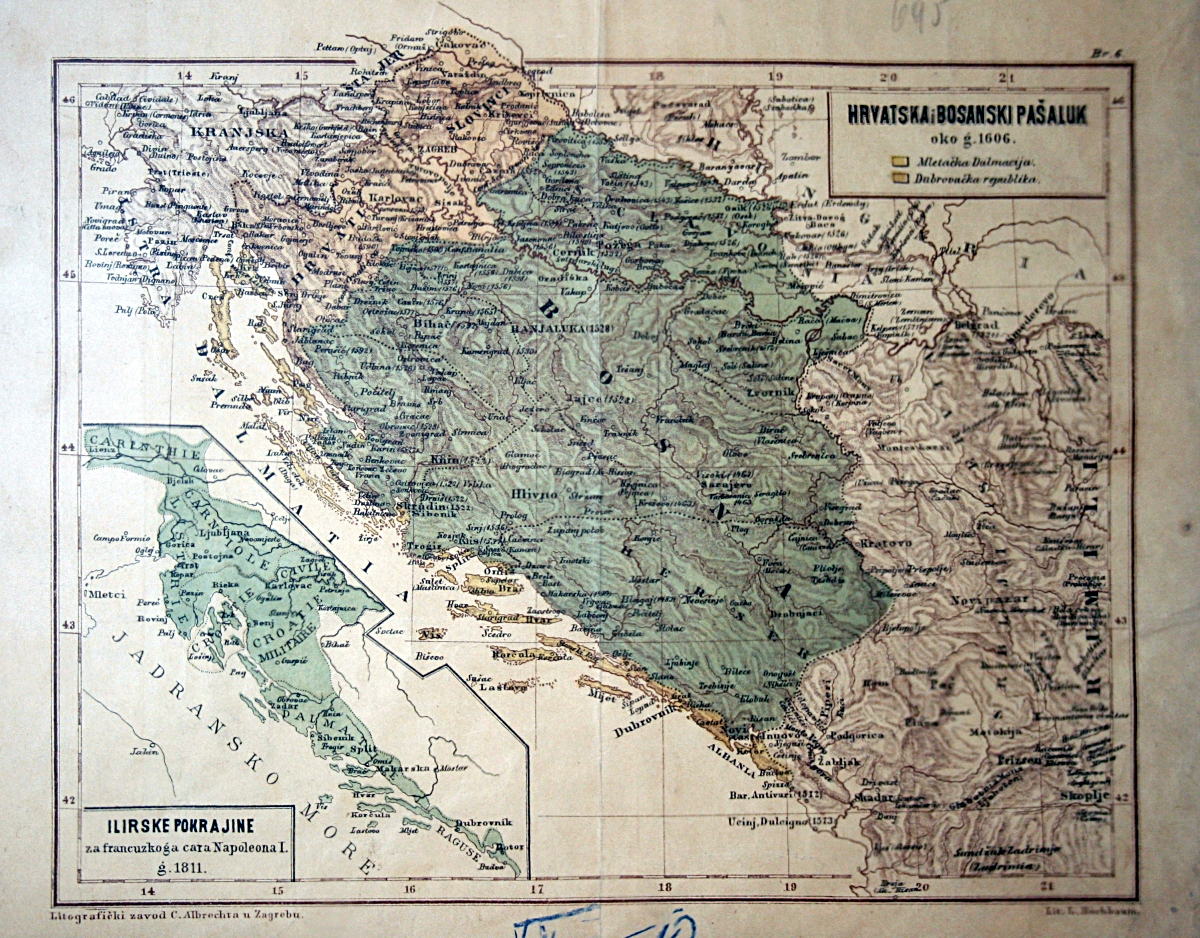
Mapa de la zona en 1606: el Reino de Croacia, en marrón pálido; la República de Ragusa (o Dubrovnik), en amarillo; las posesiones de la República de Venecia en la costa adriática, en naranja; y bajalato otomano de Bosnia, en verde

## Impacto internacional
Aunque el Reino de Croacia sufrió grandes derrotas en las batallas, siguió existiendo, manteniendo su identidad, religión y cultura bajo la  Monarquía de los Habsburgo. Además, algunos croatas de los territorios perdidos por los otomanos permanecieron porque la Sublime Puerta acogió la diversidad étnica, y muchos de ellos acabaron convirtiéndose al Islam a lo largo de los siguientes siglos de dominio otomano.
La lucha de los croatas contra los otomanos no pasó desapercibida en los círculos políticos de los Estados europeos. En el Monumenta Hungariae Historica, Codex diplomaticus partium Regno Hungariae adnexarum de 1903 que tiene más de 600 documentos, se escribió abundante información sobre la guerra.

## Tipos de conflictos
Durante esos 100 años, o 150 años, según los diferentes criterios, la guerra en el territorio del Reino de Croacia fue en general una serie de conflictos armados más pequeños a lo largo de la larga duración de la guerra. En otras palabras, los ejércitos no siempre estuvieron en constante batalla.
La táctica otomana consistía en persistentes saqueos e incursiones abrasadoras cuyo objetivo era intimidar y desmoralizar a los habitantes civiles locales, agotar las oportunidades económicas e impedir la vida económica normal en las zonas fronterizas. Por otro lado, las fuerzas croatas y cristianas aliadas implementaron contraataques, especialmente en las primeras fases de la guerra, cuando aún podían aplicar el contraataque o las tácticas ofensivas. A pesar de estas tácticas destructivas, los ejércitos se enfrentaron directamente en algunas ocasiones. A veces los ejércitos locales interceptaban o perseguían a los invasores en su regreso de la incursión. También hubo acciones militares más intensas, como la Batalla del Campo de Krbava o la Batalla de Sisak.

## Zonas en peligro de guerra
Las áreas en peligro de guerra pueden clasificarse en tres zonas:
- La primera zona era el territorio del Reino de Croacia, que no tenía un control efectivo por ambos lados, así como las partes del Reino de Croacia que fueron fuertemente golpeadas por el ejército otomano y las operaciones paramilitares. Esta zona tenía hasta 50 km de penetración en el territorio croata. Cubría principalmente las áreas a lo largo de la frontera y la posterior Frontera Militar. La infraestructura y la supraestructura se arruinaron y devastaron, y la vida económica sufrió. Esta zona tuvo una alta tasa de emigración, sobre todo a la segunda y tercera zonas, junto con las emigraciones al extranjero.
- La segunda zona estaba de vez en cuando expuesta a las incursiones del ejército otomano y las fuerzas irregulares. El área estaba controlada por la prohibición de las autoridades croatas y la vida económica aún funcionaba. El nivel de la población era estable y recibía un flujo continuo de desplazados de la primera zona. Los nobles croatas usaban esta zona como punto de apoyo y base para la defensa o para los intentos de retomar sus propiedades en la primera zona. Estas áreas vivían como apoyo económico de los ejércitos.
- La tercera zona era en su mayoría zona segura de incursiones otomanas por lo que pocas áreas estaban sujetas a incursiones otomanas.[15]